# Torre de la Casota
La Torre de la Casota, és una torre de vigilància, situada en el municipi de la Vall d'Uixó, en el camí que porta al castell, al nord de la ciutat, una vegada passat el barri Carbonaire, just en l'encreuament dels camins que van a la font del Nogueret (o Anoueret) i el de l'Horteta.
Està catalogat com Bé d'Interès Cultural, de manera genèrica, amb anotació ministerial R-I-51-0012325, i data d'anotació 2 de març de 2009.

## Descripció històric artística
La zona que conforma l'actual Vall d'Uixó, estava formada per diverses poblacions, algunes d'elles totalment desaparegudes, i que tenien un sistema de protecció davant atacs de diverses faccions, segons el moment polític. Entre aquestes construccions es trobava la, pràcticament gairebé desapareguda, Torre de la Casota.
La torre està data del segle xii, i se situava enmig d'una sèrie de alquerías de reduïdes dimensions, com Benadalmech o Haraturle.
La planta de la torre és rectangular i de fàbrica de maçoneria. Actualment pot observar-se tan sols una de les seves parets.
No s'ha dut a terme a la zona cap campanya d'excavacions arqueològiques, però s'han recuperat molts fragments de ceràmica datada entorn del segle xii, i amb característiques típiques de la ceràmica medieval islàmica, entorn a les restes d'una alquería.